# Mr. Belt & Wezol
Mr. Belt & Wezol is een Nederlands muziekduo bestaande uit DJ Bart Riem en DJ en  muziekproducent Sam van Wees.
In 2024 brak het duo internationaal door met It's Not Right (But It's Okay). Een remix van het gelijknamige nummer van Whitney Houston uit 1999. Ze stonden daarmee 14 weken in de Nederlandse Top 40 en bereikten de hoogste positie. In Belgische hitlijst Ultratop bereikte ze de 11e positie.
Datzelfde jaar brachten ze singles als D.R.A.M.A en Keep It Exciting uit. Deze bereikte de mainstream hitlijsten niet. Wel werden ze gedraaid in houseprogramma's zoals The X Vibe en op zenders zoals SLAM!. 
Voor hun doorbraak brachten ze nummers als Finally en Somebody to Love uit. Deze bereikten in 2015 de top 10 van hitlijst Beatport gedurende meerdere weken.  